# Metropolitan Borough of Woolwich

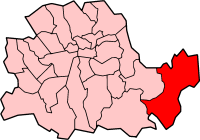
Lage von Woolwich im früheren County of London

Der Metropolitan Borough of Woolwich [wʊlɪtʃ] war ein Bezirk im Ballungsraum der britischen Hauptstadt London mit dem Status eines Metropolitan Borough. Er existierte von 1900 bis 1965 und lag im Osten der ehemaligen Grafschaft County of London.

## Geschichte
Der Bezirk entstand aus den Civil Parishes Woolwich, Plumstead und Eltham. Diese Gemeinden lagen ursprünglich in der Grafschaft Kent und gehörten ab 1855 zum Einzugsgebiet des Zweckverbandes Metropolitan Board of Works. 1889 gelangten sie zum neuen County of London, elf Jahre später wurden sie zu einem Metropolitan Borough zusammengefasst.
Bei der Gründung von Greater London im Jahr 1965 entstand aus dem Metropolitan Borough of Greenwich und dem größten Teil von Woolwich der London Borough of Greenwich. Der Stadtteil North Woolwich nördlich der Themse wurde abgetrennt und gehört seither zum London Borough of Newham.

## Statistik
Die Fläche betrug 8281 Acres (33,51 km²). Die Volkszählungen ergaben folgende Einwohnerzahlen:
Frühere Gebiete zusammengefasst:
| Jahr      | 1801   | 1811   | 1821   | 1831   | 1841   | 1851   | 1861   | 1871   | 1881   | 1891   |
| Einwohner | 12.619 | 20.983 | 21.277 | 22.411 | 30.787 | 43.177 | 69.064 | 67.880 | 74.963 | 98.966 |

Metropolitan Borough:
| Jahr      | 1901    | 1911    | 1921    | 1931    | 1951    | 1961    |
| Einwohner | 117.178 | 121.389 | 140.389 | 146.881 | 147.891 | 146.603 |